# Valdemar Tofte
Lars Valdemar Tofte, född 21 oktober 1832 i Köpenhamn, död där 28 maj 1907, var en dansk violinist.
Tofte studerade 1853–56 under Louis Spohr och Joseph Joachim, debuterade 1856 som solist i Musikforeningen, var 1863–93 anställd som förste violinist i Det Kongelige Kapel och 1866–1904 musikpedagog vid Det Kongelige Danske Musikkonservatorium i Köpenhamn. Vid sin avgång från kapellet utnämndes han till professor. Både som solist och som kammarmusiker (i kvartett med Christian Schiørring, Vilhelm Holm och Franz Neruda) intog han framstående plats i danskt konsertliv, men ännu större betydelse hade han som lärare för den efter honom följande generationen av danska violinister.